# 李潢
李潢（？—？），字雲門，湖北省安陸府鍾祥縣人，清朝政治人物，數學家。
乾隆三十六年（1771年）辛卯恩科進士，累升庶子。乾隆五十四年，任山西鄉試副考官、侍講學士。乾隆五十四年，任內閣學士。乾隆五十七年，任江南鄉試副考官、浙江學政。乾隆六十年，任兵部右侍郎。嘉慶元年，任會試副考官、武會試知武舉。嘉慶二年，任江西學政。嘉慶三年，任兵部左侍郎。次年，任翰林院編修。著有《九章算術細草圖說》九卷，《海岛算经》一卷。

## 延伸阅读
[在维基数据编辑]
 《清史稿·卷507》，出自趙爾巽《清史稿》